# Ферзалиев, Яхъя Ферзалиевич
Яхъя Ферзалиевич Ферзалиев (18 мая 1931, Муслах, Рутульский район, Дагестанская АССР, РСФСР, СССР — 28 марта 2006, с. Муслах, Рутульский район, Дагестан, Россия) — передовик советского сельского хозяйства, старший чабан колхоза имени Свердлова Рутульского района Дагестанской АССР, Герой Социалистического Труда (1971).

## Биография
Родился 18 мая 1931 года в селе Муслах Рутульского района Дагестанской АССР, в крестьянской семье. Па национальности - цахурец. Единственный представитель своего малого народа, который был удостоен такого почётного звания.
Завершил обучение в начальной школе в 1941 году. В 14 лет пошёл работать в местный колхоз имени Свердлова, чабаном. Чуть позже был переведён на должность старшего чабана. Проработал старшим чабаном 39 лет.    
Указом Президиума Верховного Совета СССР от 8 апреля 1971 года за достижение высоких показателей в производстве продукции сельского хозяйства Яхъе Ферзалиевичу Ферзалиеву было присвоено звание Героя Социалистического Труда с вручением ордена Ленина и медали «Серп и Молот».
Присвоено почётное звание «Заслуженный животновод Дагестанской АССР».  
Проживал в родном селе Муслах. Умер 28 марта 2006 года. Похоронен на сельском кладбище.

## Награды
За трудовые и боевые успехи был удостоен:
- золотая звезда «Серп и Молот» (08.04.1971)
- орден Ленина (08.04.1971)
- другие медали.